# آدم ماكيون
آدم ماكيون (بالإنجليزية: Adam McCune)‏ (18 يوليو 1985، فرجينيا بيتش في الولايات المتحدة)؛ كاتب وروائي أمريكي.